# 台灣飛碟學會
台灣飛碟學會（英語：Taiwan UFOlogy Society）是一個台灣的社會團體，專門以科學方法研究不明飛行物體、先史文明、特異功能、生命科學、宇宙科學，還有可能與外星人相關的各種現象。它是台灣唯一專門研究不明飛行物體之團體，因此當台灣出現不明飛行物目擊報告時，目擊者會將拍攝畫面交給這個學會，台灣媒體也經常引用學會成員之分析結果來做為不明飛行物的新聞報導。

## 歷史
- 1993 年，由一群愛好者發起成立，最初名為中華飛碟學研究會。
- 2000 年，更名為台灣飛碟學研究會。
- 2003 年，更名為台灣飛碟學會。
- 現任理事長為黃朝明先生。

## 歷任理事長
- 呂應鐘
- 何顯榮
- 劉紹寶
- 黃朝明
- 鄧耀雄
- 吳志鴻
- 黃朝明

## 外部連結
- 台灣飛碟學會官方網頁 （页面存档备份，存于）
- 台灣飛碟學會─UFO-外星人 Facebook 專頁
- 台灣飛碟學會-台灣百科全書（繁體中文）